# Dobroszyce (stacja kolejowa)
Dobroszyce – stacja kolejowa w Dobroszycach, w Polsce, w województwie dolnośląskim, w powiecie oleśnickim.

## Ruch pasażerski
| Rok  | Wymiana pasażerska na dobę |
| ---- | -------------------------- |
| 2017 | 20-49                      |
| 2022 | 50-99                      |